# Shivaratri

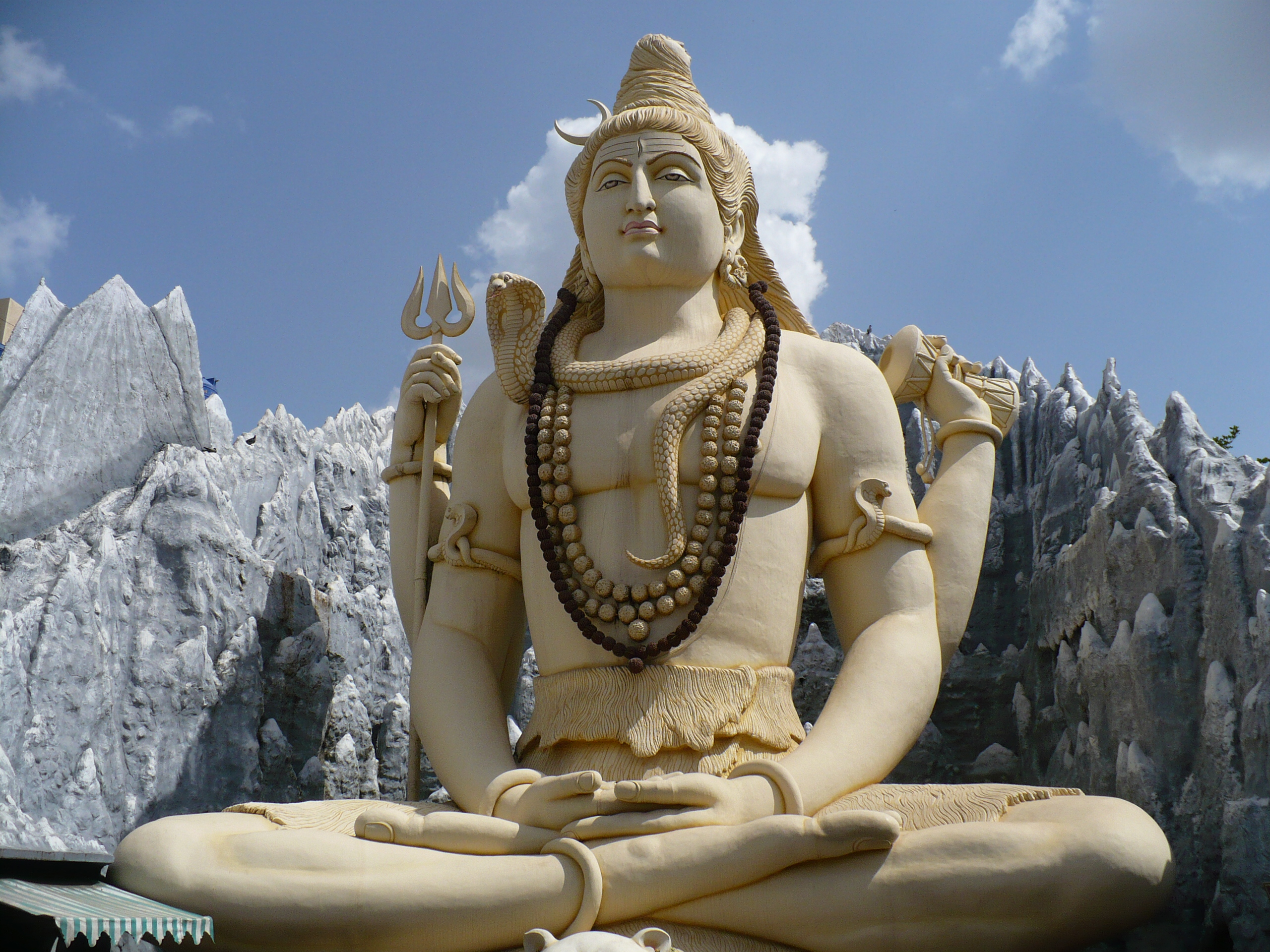
Shiva-Statue vor einer künstlichen Bergkulisse in der südindischen Stadt Bangalore

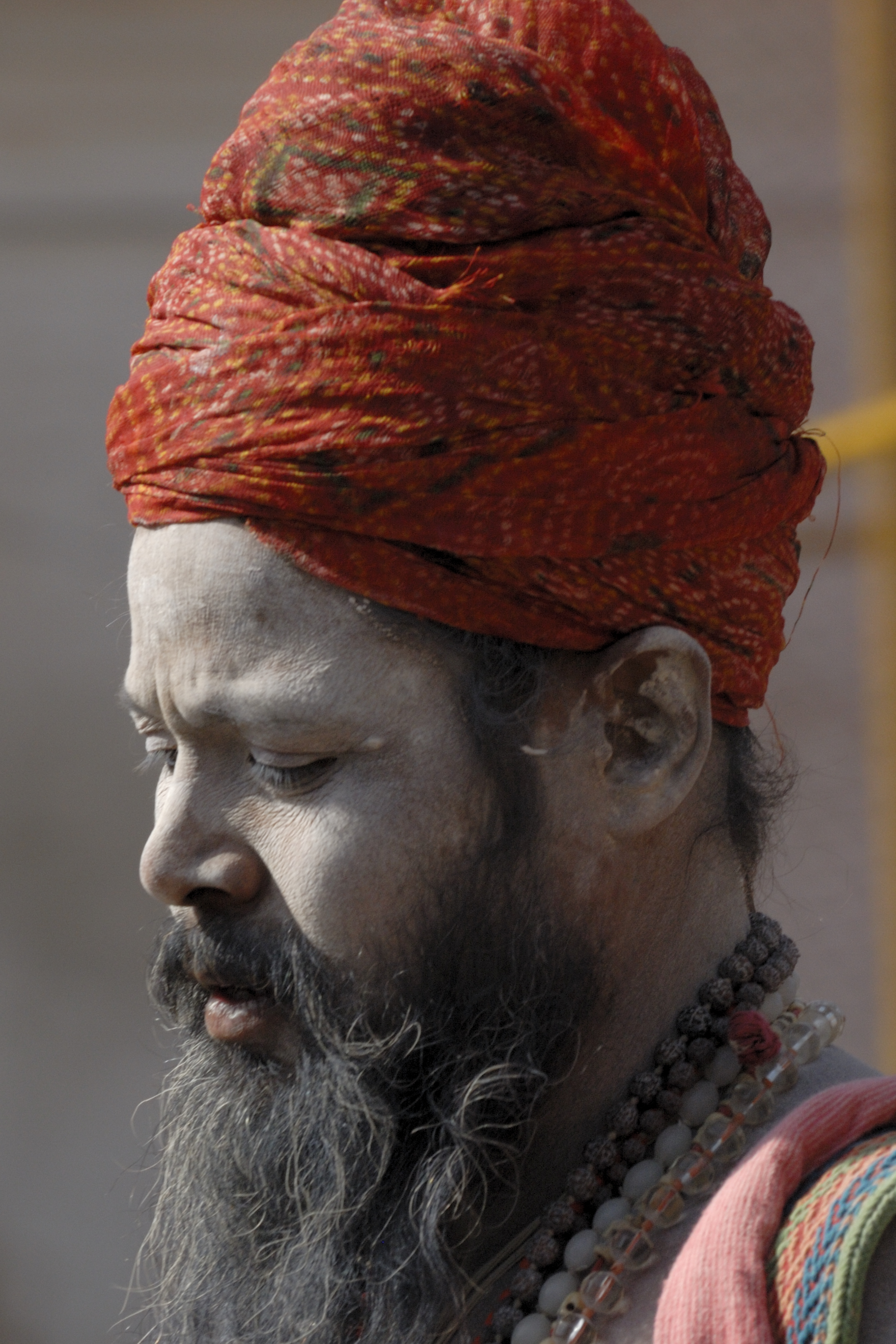
Pilger an Shivaratri in Pashupatinath

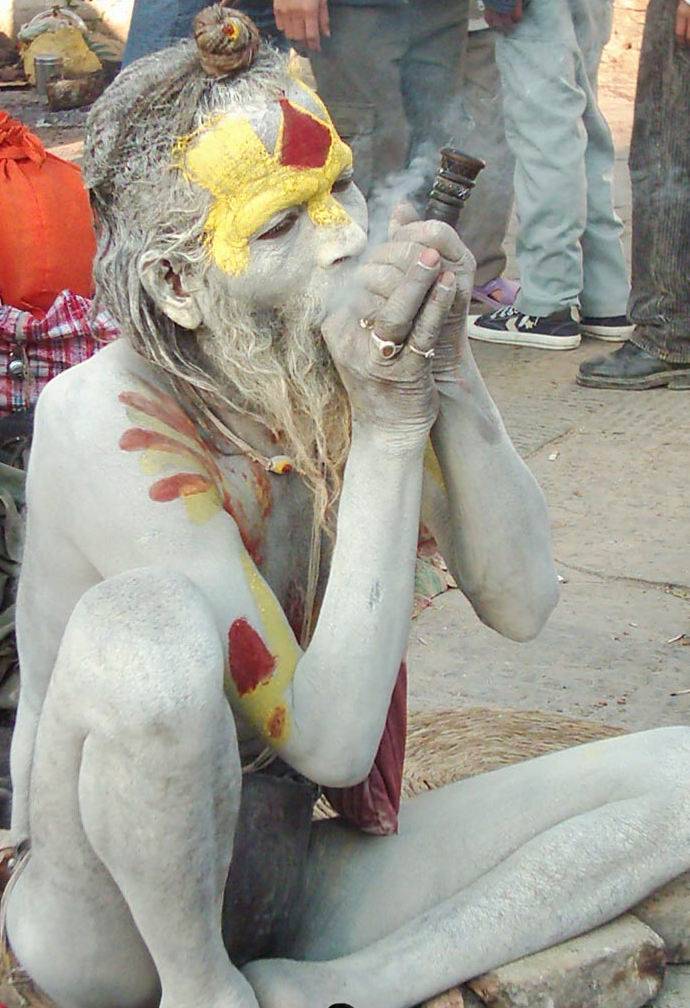
Aschebedeckter Pilger an Shivaratri in Pashupatinath

Shivaratri (IAST: Śivarātri) oder Mahashivaratri, die Nacht des Shiva, ist im Hinduismus ein wichtiger Feiertag. Für die Verehrer des Gottes Shiva ist es das höchste Fest, die heiligste aller Nächte. Nach dem Hindu-Kalender findet der Feiertag am 14. Tag des Monats Phalguna, nach modernem Kalender Ende Februar/Anfang März statt.

## Herkunft
Eine besonders bedeutende Form des Absoluten in der hinduistischen Götterwelt ist Shiva, dessen Name auch "der Gütige" oder "der Segen" bedeutet. Während sich das formlose Brahman nach hinduistischer Ansicht in Gestalt des Vishnu immer wieder verkörpert und in vielen Manifestationen erscheint, betonen die Schriften bei Shiva ausdrücklich die Formlosigkeit. Ihm kommt in der Trimurti, der hinduistischen Dreifaltigkeit, die Aufgabe der Vernichtung zu, während Brahma der Schöpfer ist und Vishnu derjenige, der das Universum erhält. Als Zerstörer weist Shiva auf die Vergänglichkeit hin: Alles Geschaffene muss vergehen! Ebenso wie seine weibliche Seite, Kali, ist auch er Kala, die Zeit, die alles entstehen lässt – ohne Erbarmen aber auch wieder vernichtet. Aber er, der letztlich Formlose, enthält sämtliche Aspekte des Göttlichen, und darum sehen die Gläubigen in ihm auch den Retter: Als Nilakanta etwa bewahrt er die Welt vor ihrem Untergang, indem er das Gift des mythischen Urmeeres trinkt. 

Obwohl auch personal dargestellt, in Bild oder Skulptur, ist dem Gläubigen die Formlosigkeit Shivas stets bewusst: Im Mittelpunkt der Verehrung steht meist ein Linga oder eines seiner Attribute, etwa ein Dreizack. Lingam heißt wörtlich "Zeichen". In Indien ist es seit prähistorischer Zeit verbreitet und in ihm wird Shiva noch heute verehrt. Es gilt als das reinste Symbol des Absoluten.
Häufig verehrt man Lingas, die spontan in der Natur entstehen. Ein bekanntes Beispiel befindet sich in einer Eishöhle in Amarnath im Himalaya, wo ein Eislinga regelmäßig bei zunehmendem Mond wächst und sich bei abnehmendem verkleinert. Hier ist ein bedeutender hinduistischer Wallfahrtsort. Jedes Jahr zu Shivaratri machen sich besonders viele Gläubige auf den beschwerlichen Weg hinauf in die Berge des Himalaya, um Shiva in der Eissäule anzubeten. Aber auch andere Berge Indiens wie der Girnar in Gujarat und andere Heiligtümer wie etwa die Orte, an denen sich Jyotirlingas befinden, sind an diesem Feiertag Ziel von Pilgern, die oft freiwillige Strapazen auf sich nehmen und als Bußübung unter besonders mühsamen Bedingungen reisen.
Zu Shivaratri steht weniger der zerstörerische Aspekt Shivas im Mittelpunkt, sondern in erster Linie der des Erlösers. Während für vishnuitische Traditionen Vishnu der Höchste ist, sehen Shivaiten Shiva als Manifestation des Höchsten. Eine sehr populäre Geschichte aus den Puranas erzählt:
Brahma und Vishnu stritten darüber, wer der Höchste von ihnen sei, als ein leuchtendes Linga wie eine Feuersäule vor ihnen erschien. Da beide weder Anfang noch Ende entdecken konnten, erwiesen sie Shiva als dem Höchsten die Ehre. Dieser trat aus der Feuersäule heraus und sagte: "Wer in Zukunft fastet, Nachtwache hält und mich verehrt, wird von allen Sünden befreit und erlöst werden".
Dem Aspekt Shivas als Retter und der Vergebung der Sünden kommt an diesem Feiertag eine entscheidende Rolle zu, wie unzählige Geschichten überliefern. Viele Gläubige durchwachen diese heilige Nacht, beten und singen gemeinsam, so wie es der Göttliche in den Schriften selbst verlangt:
"In der vierzehnten Nacht der dunklen Hälfte des Monats werde ich im Kali-Yuga (das gegenwärtige Zeitalter) über die Erde gehen. Ganz sicher werde ich in allen Lingas sein, in den beweglichen sowie den unbeweglichen, um die Sünden hinwegzunehmen, welche die Menschen im vergangenen Jahr begangen haben; darum wird derjenige, der mich in dieser Nacht mit Mantren verehrt, von Sünden frei sein". (Nagar Khanda)

## Rituale
Hindus aller Traditionen feiern mit Fasten, Durchwachen der Nacht und mit Gebeten diesen Tag; vor allem Frauen fasten und erbitten Segen für ihre Ehemänner. Wer nicht an einer Pilgerfahrt teilnehmen kann, besucht den nächsten Tempel oder zelebriert die Anbetung zuhause. Gläubige übergießen rituell ein Linga mit Wasser, Milch, Joghurt, Butter und Honig und schmücken es mit den Blättern eines heiligen Baumes, des Bel.